# 但馬御火浦

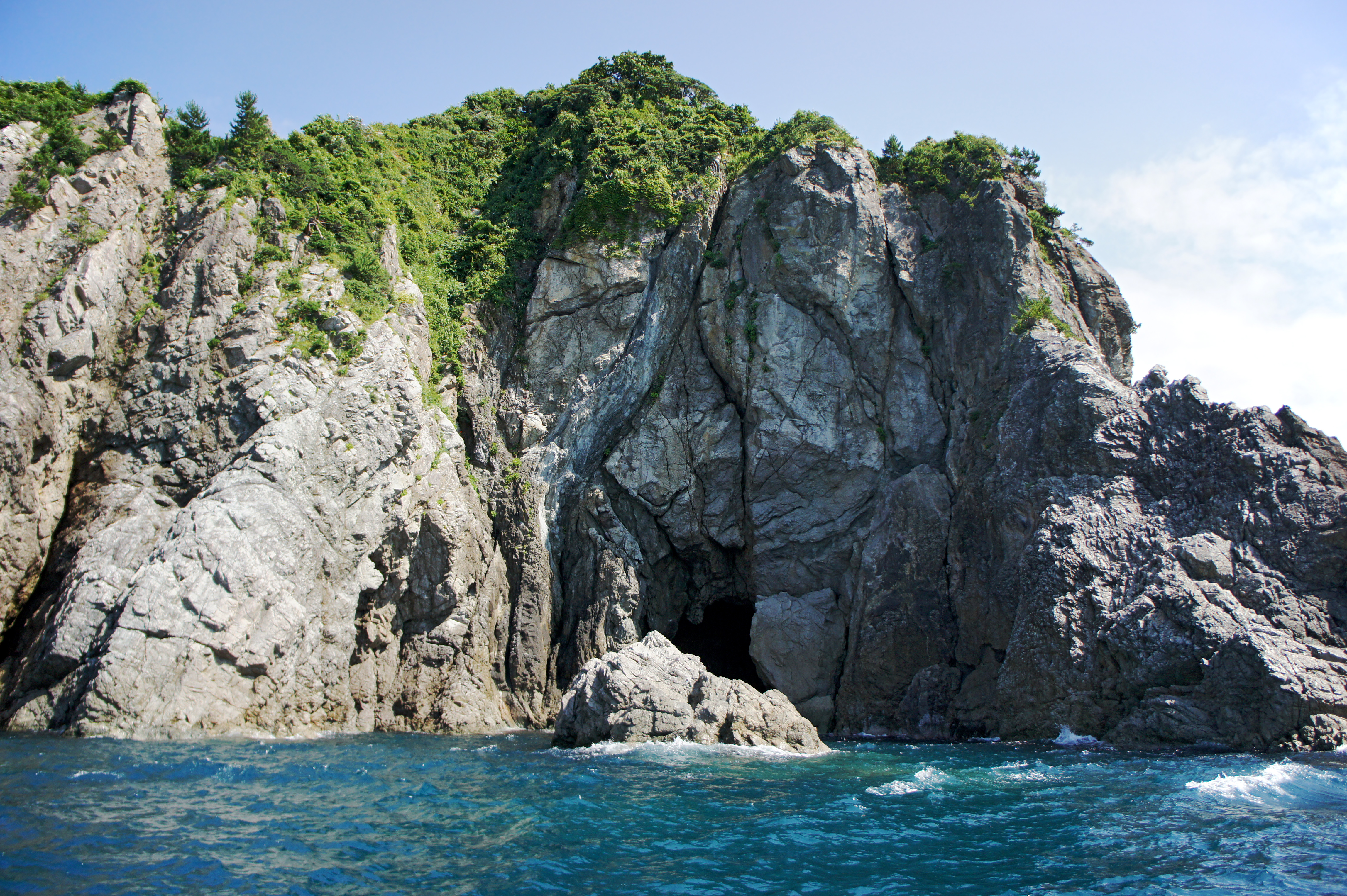
龍宮洞門

但馬御火浦（たじまみほのうら）は、兵庫県美方郡香美町と新温泉町にまたがる、香住海岸西端の伊笹岬から浜坂海岸東端の観音山の約8キロメートルの岩礁海岸で御火浦という地名は、漁火にはじまるとされる。
日本海の荒波により彫刻された断崖絶壁、海食洞、柱状節理・岩脈、岩礁が連続する岩礁海岸と島々の景勝地で、中でも世界最大級の洞門「釣鐘洞門」は特に著名である。
1934年に国の名勝及び天然記念物に指定されている。

## 海岸線
（東：香住海岸）
- 伊笹崎
- 釣鐘洞門 - 2つの洞門が組み合わさっている世界最大級の洞門。内部で遊覧船が方向転換できるほど巨大
- 鋸岬（以下香美町）
- 十字洞門
- 地獄極楽洞門
- 旭洞門
- 但馬松島
- 豆持岩
- 下荒洞門
- 三尾ノ松島
- 三尾大島 - 流紋岩の柱状節理でできている
- 獅子の口
- クジャク岩
- 田井の浜
- 田井の松島
- ごとく島
- 通天洞門
- 龍宮洞門
- 鬼門崎

（西：浜坂海岸）

## 所在地
兵庫県美方郡新温泉町および香美町

## 交通アクセス
- 西海岸中心の遊覧 - JR浜坂駅から徒歩15分、浜坂港から徒歩すぐで遊覧船乗り場

東海岸中心の遊覧 - JR香住駅より全但バス「香住港」「畑」「三川」「相谷」「竹野駅」行で8分、香住港から徒歩3分で遊覧船乗り場

## 隣接する海岸
- 東の海岸
  - 日和山海岸
  - 竹野海岸
  - 香住海岸
- 西の海岸：
  - 浜坂海岸
    - （鬼門崎）
    - 浜坂県民サンビーチ
    - 矢城ヶ鼻

  - 諸寄海岸
    - 千賊断崖 - 高さ180mの断崖
    - 諸寄東ノ洞門
    - 諸寄海水浴場
    - 諸寄港
    - 諸寄西ノ洞門

  - 居組海岸
    - 大振島
    - 居組白島
    - 亀山洞門
    - 日本洞門
    - 居組県民サンビーチ
    - 汐吹崎

## 周辺
- 浜坂温泉郷（七釜温泉、浜坂温泉、二日市温泉）
  - 以命亭、加藤文太郎記念図書館、浜坂県民サンビーチ
- 湯村温泉